# Isoetes histrix
Isoetes histrix — вид рослин з родини молодильникові (Isoetaceae).

## Опис
Багаторічна рослина, яка досягає разом з листям висоти зростання від 5 до 15 (рідше 35) сантиметрів. Від 10 до 40, розташовані в прикореневій розетці листки довжиною 3–8 см. Протягом літа рослина безлиста. Макроспори кульові, 320–560 мкм. Мікроспори від 26 до 29 мкм в довжину, еліптичні й густо вкриті короткими колючками. Сезон дозрівання спор триває з березня по червень.

## Поширення
Рослина Північно-Західної Африки та узбережжя Західної Європи на північний захід до Корнуола. Росте в основному в тимчасово вологих середовищах існування, які інакше називають весняні басейни. Країни проживання: Алжир, Албанія, Велика Британія, Франція, Греція, Іспанія, Італія, колишня Югославія, Ліван, Сирія, Португалія, Марокко, Мальта, Туніс, Туреччина.